# 슬로베니아 U-19 축구 국가대표팀
슬로베니아 U-19 축구 국가대표팀(슬로베니아어: Slovenska nogometna reprezentanca do 19 let)은 슬로베니아를 대표하는 19세 이하의 축구 국가대표팀으로, 슬로베니아의 축구 관리 기관인 슬로베니아 축구 협회의 관리를 받는다. 2009년에 처음으로 UEFA U-19 축구 선수권 대회에 참가했다.

## 역대 감독
| 감독            | 임기 |
| --------------- | ---- |
| 프리모시 글리하 | 2014 |